# العلاقات الألمانية الكوبية
العلاقات الألمانية الكوبية هي العلاقات الثنائية التي تجمع بين ألمانيا وكوبا.

## مقارنة بين البلدين
هذه مقارنة عامة ومرجعية للدولتين:
| وجه المقارنة                                              | ألمانيا                                                                              | كوبا                              |
| --------------------------------------------------------- | ------------------------------------------------------------------------------------ | --------------------------------- |
| المساحة (كم2)                                             | 357.41 ألف                                                                           | 109.88 ألف                        |
| عدد السكان (نسمة)                                         | 81.29 مليون                                                                          | 11.48 مليون                       |
| الكثافة السكانية (ن./كم²)                                 | 227.44                                                                               | 104.48                            |
| العاصمة                                                   | بون، برلين                                                                           | هافانا                            |
| اللغة الرسمية                                             | اللغة الألمانية                                                                      | اللغة الإسبانية                   |
| العملة                                                    | يورو، مارك ألماني                                                                    | بيزو كوبي، بيزو كوبي قابل للتحويل |
| الناتج المحلي الإجمالي (بليون دولار)                      | 3.68 تريليون                                                                         | 87.13 مليار                       |
| الناتج المحلي الإجمالي (تعادل القوة الشرائية) بليون دولار | 3.92 تريليون                                                                         |                                   |
| الناتج المحلي الإجمالي الاسمي للفرد دولار أمريكي          | 41.31 ألف                                                                            |                                   |
| الناتج المحلي الإجمالي للفرد دولار أمريكي                 | 46.40 ألف                                                                            |                                   |
| مؤشر التنمية البشرية                                      | 0.926                                                                                | 0.769                             |
| رمز المكالمات الدولي                                      | +49                                                                                  | +53                               |
| رمز الإنترنت                                              | .de                                                                                  | .cu                               |
| المنطقة الزمنية                                           | توقيت وسط أوروبا، ت ع م+01:00، ت ع م+02:00، توقيت أوروبا الوسطى المعياري (ت غ م +1) ‏ | 00                                |

## منظمات دولية مشتركة
يشترك البلدان في عضوية مجموعة من المنظمات الدولية، منها:
| علم المنظمة | اسم المنظمة                   | تاريخ انضمام ألمانيا | تاريخ انضمام كوبا |
| ----------- | ----------------------------- | -------------------- | ----------------- |
|             | منظمة حظر الأسلحة الكيميائية  | 29 أبريل 1997        | ?                 |
|             | يونسكو                        | 11 يوليو 1951        | 29 أغسطس 1947     |
|             | الاتحاد الدولي للاتصالات      | 1866                 | 16 يناير 1918     |
|             | الأمم المتحدة                 | 18 سبتمبر 1973       | 24 أكتوبر 1945    |
|             | منظمة الشرطة الجنائية الدولية | ?                    | ?                 |
|             | الاتحاد البريدي العالمي       | 1 يوليو 1875         | ?                 |
|             | منظمة التجارة العالمية        | ?                    | ?                 |
|             | المنظمة الهيدروغرافية الدولية | ?                    | ?                 |

## أعلام
هذه قائمة لبعض الشخصيات التي تربطها علاقات بالبلدين:
- أوتو سيرخو (ممثل مكسيكي، 19 ديسمبر 1946 – )
- روبرتو بلانكو (مغني ألماني، 7 يونيو 1937[35][36][37] – )
- ريكاردو وولف (1887[38] – 1981[38])
- ستيفن باور (ممثل أمريكي، 2 ديسمبر 1956[39][40][41] – )
- يورمان بولاس بارتولو (لاعب كرة سلة ألماني، 8 أغسطس 1985 – )

## وصلات خارجية
- موقع وزارة الخارجية الألمانية
- موقع وزارة الخارجية الكوبية